# Liste der Vizegouverneure von New Mexico

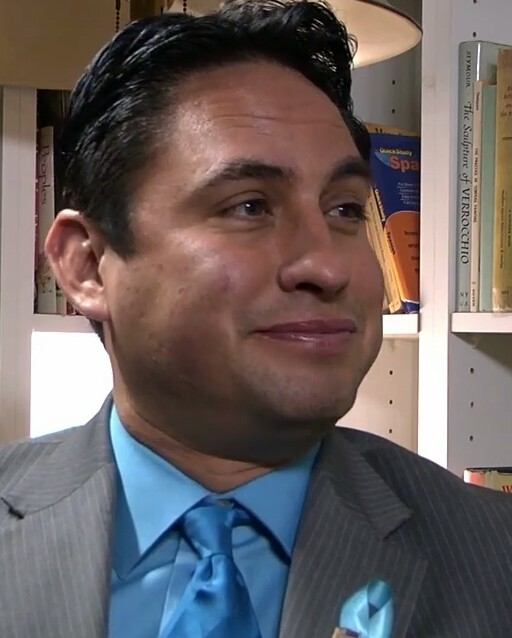
Howie Morales, derzeitiger Vizegouverneur von New Mexico

Das Amt des Vizegouverneurs von New Mexico (Lieutenant Governor of New Mexico) wurde im Zuge der Umwandlung des Territoriums zu einem Bundesstaat der Vereinigten Staaten geschaffen. Außerdem wurden bis 1962 in New Mexico der Vizegouverneur und der Gouverneur getrennt voneinander gewählt und nicht wie in anderen Staaten zusammen. Deshalb konnte der Vizegouverneur einer anderen politischen Partei angehören als der Gouverneur.

## Bundesstaat New Mexico

### Vizegouverneure unter der Verfassung von 1911
Die Amtszeit des Vizegouverneurs wurde auf eine einzige vierjährige Amtsperiode begrenzt.
| Name                    | Amtszeit  | Partei   |
| ----------------------- | --------- | -------- |
| Ezequiel Cabeza de Baca | 1912–1916 | Demokrat |

### Vizegouverneure unter der Verfassung von 1914
Die Amtszeit des Vizegouverneurs wurde auf zwei aufeinander folgende zweijährige Amtsperioden begrenzt.
| Name                         | Amtszeit  | Partei       | Bemerkungen |
| ---------------------------- | --------- | ------------ | --- |
| Washington Ellsworth Lindsey | 1917      | Republikaner | Lindsey wurde 1916 zum Vizegouverneur gewählt, übte das Amt jedoch nur 49 Tage aus, da er nach dem Tod von Gouverneur Ezequiel Cabeza de Baca am 18. Februar 1917 dessen Amtsgeschäfte übernahm. |
| vakant                       |           |              | |
| Benjamin F. Pankey           | 1919–1920 | Republikaner | |
| William H. Duckworth         | 1921–1922 | Republikaner | |
| José A. Baca                 | 1923–1924 | Demokrat     | Baca verstarb im Mai 1924 im Amt. |
| Soledad Chávez Chacón        | 1924      | Demokrat     | Chacón war Secretary of State von New Mexico und für zwei Wochen zwischen Juni und Juli 1924 kommissarische Gouverneurin. Sie war die erste Frau, die dieses Amt bekleidete.                     |
| vakant                       |           |              | |
| Edward G. Sargent            | 1925–1928 | Republikaner | |
| Hugh Beistle Woodward        | 1929      | Republikaner | Woodward trat im Juli 1929 als Vizegouverneur zurück, um den Posten eines US-Staatsanwalts anzutreten.                                                                                           |
| vakant                       |           |              | |
| Andrew W. Hockenhull         | 1931–1933 | Demokrat     | Hockenhull übernahm nach dem Tod von Gouverneur Arthur Seligman am 25. September 1933 dessen Amtsgeschäfte.                                                                                      |
| vakant                       |           |              | |
| Louis C. de Baca             | 1935–1936 | Demokrat     | |
| Hiram M. Dow                 | 1937–1938 | Demokrat     | |
| James M. Murray, Sr.         | 1939–1940 | Demokrat     | |
| Ceferino Quintana            | 1941–1942 | Demokrat     | |
| James B. Jones               | 1943–1946 | Demokrat     | |
| Joseph Manuel Montoya        | 1947–1950 | Demokrat     | |
| Tibo J. Chávez               | 1951–1954 | Demokrat     | |
| Joseph Manuel Montoya        | 1955–1957 | Demokrat     | Montoya trat 1957 von seinem Amt zurück, um einen Sitz im US-Kongress einzunehmen. |
| vakant                       |           |              | |

### Vizegouverneure unter der Verfassung von 1958
| Name                | Amtszeit  | Partei       | Bemerkungen |
| ------------------- | --------- | ------------ | --- |
| Ed V. Mead          | 1959–1960 | Demokrat     | |
| Thomas Felix Bolack | 1961–1962 | Republikaner | Bolack wurde im November 1960 zum Vizegouverneur gewählt. Nach dem Rücktritt von Gouverneur Edwin L. Mechem am 30. November 1962 übernahm er dessen Amtsgeschäfte. |
| vakant              |           |              | |
| Mack Easley         | 1963–1964 | Demokrat     | |

### Vizegouverneure unter der Verfassung von 1962
Der Gouverneur und Vizegouverneur werden ab 1964 gemeinsam auf einem Wahlzettel gewählt.
| Name           | Amtszeit  | Partei       |
| -------------- | --------- | ------------ |
| Mack Easley    | 1965–1966 | Demokrat     |
| E. Lee Francis | 1967–1970 | Republikaner |

### Vizegouverneure unter der Verfassung von 1970
Die Amtszeit des Vizegouverneurs wurde auf eine einzige vierjährige Amtsperiode begrenzt.
| Name                 | Amtszeit  | Partei       |
| -------------------- | --------- | ------------ |
| Roberto A. Mondragón | 1971–1974 | Demokrat     |
| Robert E. Ferguson   | 1975–1978 | Demokrat     |
| Roberto A. Mondragón | 1979–1982 | Demokrat     |
| Mike Runnels         | 1983–1986 | Demokrat     |
| Jack L. Stahl        | 1987–1990 | Republikaner |

### Vizegouverneure unter der Verfassung von 1986
Die Amtszeit des Vizegouverneurs wurde auf zwei aufeinander folgende vierjährige Amtsperiode begrenzt.
| Name                 | Amtszeit  | Partei       |
| -------------------- | --------- | ------------ |
| Casey Luna           | 1991–1994 | Demokrat     |
| Walter D. Bradley    | 1995–2002 | Republikaner |
| Diane Daniels Denish | 2003–2010 | Demokrat     |
| John A. Sanchez      | 2011–2019 | Republikaner |
| Henry C. Morales     | seit 2019 | Demokrat     |